# Euphorion (Tragödiendichter)
Euphorion (griechisch Ευφοριον) war ein Sohn des berühmten griechischen Tragödiendichters Aischylos. Er brachte posthum viermal Tragödien seines Vaters auf die Athener Bühne und errang damit im Jahre 431 v. Chr. im Wettbewerb (Agon) den ersten Platz, wobei er aufgrund der außerordentlichen Beliebtheit des Aischylos selbst so hervorragende Dichter wie Sophokles und Euripides aus dem Felde schlagen konnte.
Euphorion trat auch selbst als Tragödiendichter hervor und verfasste mehrere Dramen.